# Ułamek objętościowy
Ułamek objętościowy – jeden ze sposobów wyrażenia stężenia substancji w mieszaninie, zdefiniowany jako stosunek objętości danego składnika do sumy objętości wszystkich składników mieszaniny przed ich zmieszaniem:
{\displaystyle \phi _{A}={\frac {V_{A}}{V}}}
gdzie: ϕA – ułamek objętościowy składnika A; VA – objętość składnika A przed zmieszaniem, V – suma objętości wszystkich składników przed zmieszaniem
Konieczność wykorzystania objętości składników przed ich zmieszaniem wynika z występowania zjawiska kontrakcji objętości (objętość mieszaniny mogłaby być równa sumie objętości poszczególnych składników wyłącznie dla roztworu idealnego). Ponadto objętości wszystkich składników mieszaniny powinny być mierzone w tych samych warunkach temperatury i ciśnienia, gdyż objętość jest wielkością od nich zależną.
Ułamek objętościowy jest wielkością niemianowaną, natomiast suma ułamków objętościowych wszystkich składników danej mieszaniny jest równa jedności. Ułamek objętościowy może być wyrażony w procentach, jednak w większości źródeł stężeniem procentowym objętościowym lub procentem objętościowym (oznaczanym „% obj.”, „% v/v” bądź „vol%”) określa się inną wielkość, tj. wyrażony w procentach stosunek objętości składnika do objętości roztworu po zmieszaniu.